# Invariante topologico
Un invariante topologico è una proprietà di uno spazio topologico che vale per tutti gli spazi topologici omeomorfi ad esso.
Per dimostrare che due spazi topologici non sono tra loro omeomorfi è sufficiente trovare un invariante topologico che non è condiviso da entrambi gli spazi.

## Esempi
Sono invarianti topologici:
- La compattezza
- La connessione
- La separabilità
- La caratteristica di Eulero per le varietà
- Il genere per le varietà
- La proprietà del punto fisso
- Il gruppo fondamentale